# Juanito Alonso
Pour les articles homonymes, voir Alonso.
Juan Alonso Adelarpe (né le 13 décembre 1927 à Fontarrabie et mort le 8 septembre 1994), encore appelé Juanito Alonso, est un gardien de but de football espagnol.

## Biographie
Juan Alonso a participé aux victoires du Real Madrid aux coupes d'Europe de 1956, 1957 et 1958. 
Il a été sélectionné à deux reprises dans l'équipe nationale d'Espagne entre 1958 et 1959.

## Clubs
- 1946–1947 :  CD Logroñés
- 1947–1949 :  Racing de Ferrol
- 1949–1961 :  Real Madrid
- 1961-1962 :  AD Plus Ultra

## Palmarès
Avec le Real Madrid :
- Champion d'Espagne en 1954, 1955, 1956, 1957 et 1958.
- Vainqueur de la Coupe des clubs champions 1956,  1957 et 1958